# Rattenfängerhaus

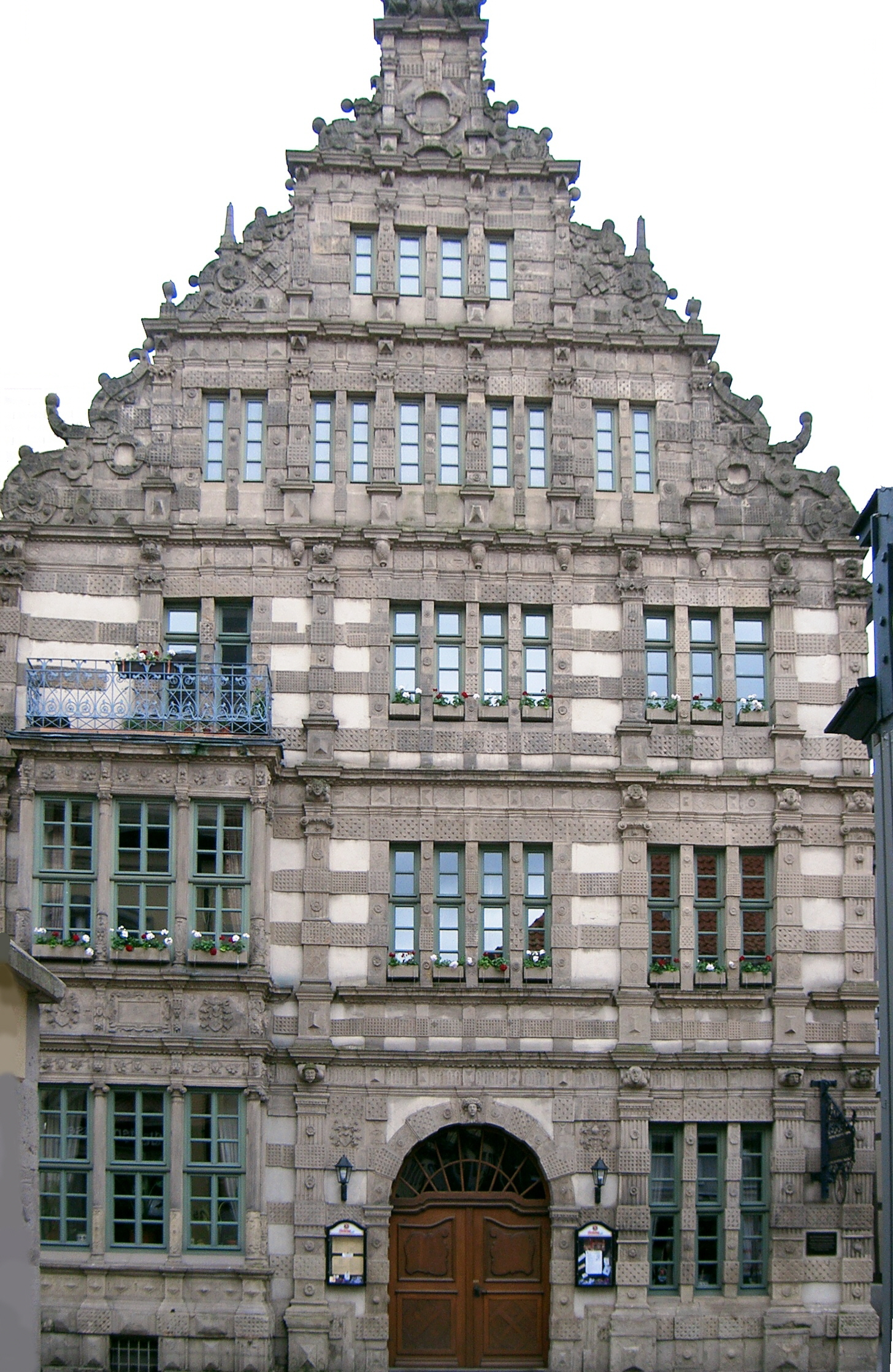
Rattenfänger-Haus, 2005

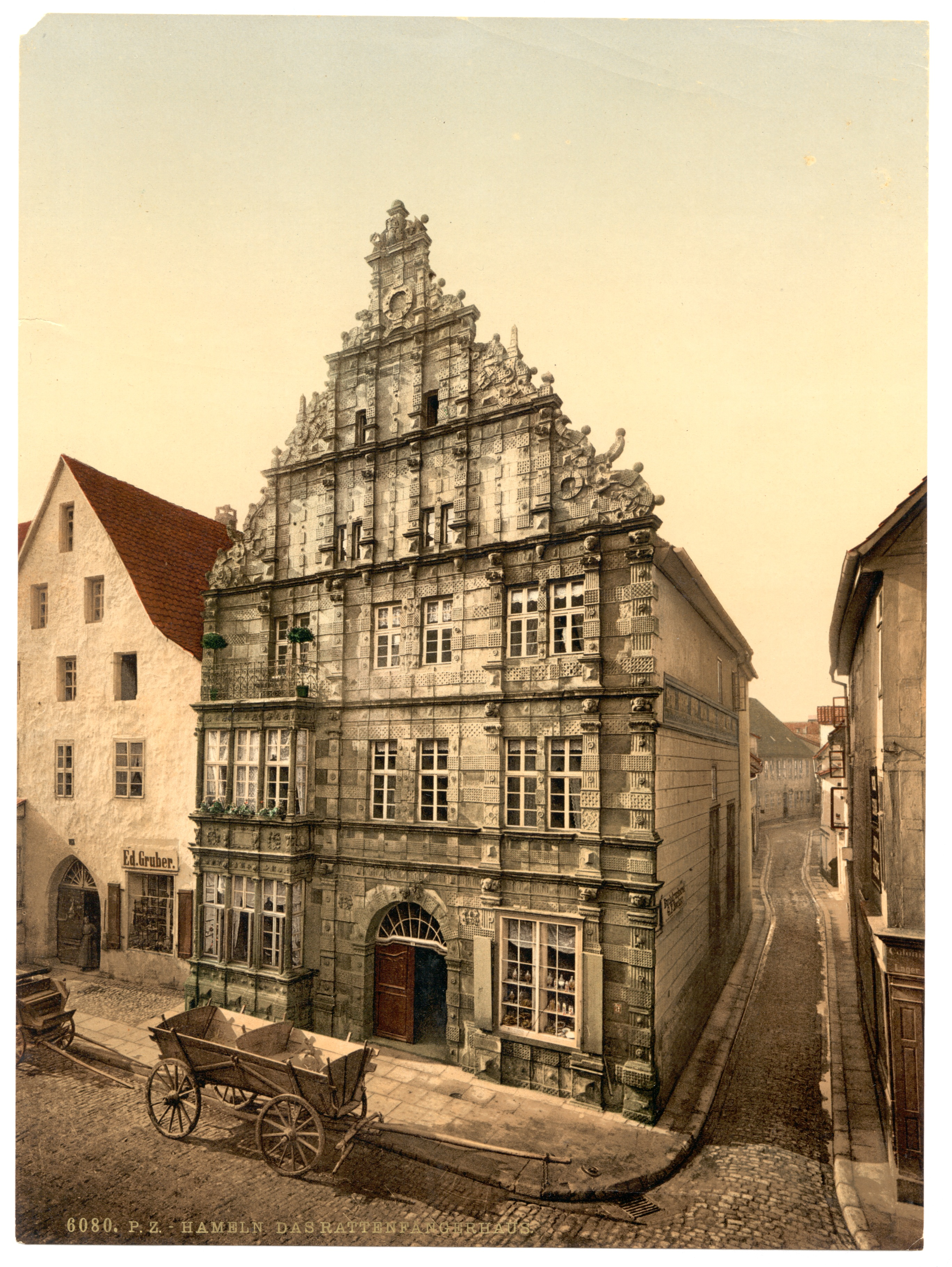
Rattenfängerhaus um 1898

Das Rattenfängerhaus zählt zu den bekanntesten Häusern der Hamelner Altstadt. Es stellt einen der prachtvollsten Bauten der Weserrenaissance dar. Das denkmalgeschützte Gebäude steht an der Abzweigung der Bungelosenstraße von der Osterstraße. 

## Beschreibung
Das Rattenfängerhaus wurde im Jahr 1602/1603 von den Baumeistern Johann Hundertossen oder Eberhard Wilkening für den Hamelner Ratsherren Hermann Arendes errichtet. Seit 1917 befindet es sich im Besitz der Stadt Hameln, heute wird im Rattenfängerhaus ein Restaurant betrieben. Die Fassade ist im Original erhalten geblieben.
Das Haus wird seit etwa 1900 als Rattenfängerhaus bezeichnet. Sein Name gründet sich auf eine Inschrift in einem Holzbalken an der der Bungelosenstraße zugewandten Seite des Hauses. In dieser wird vom Auszug der Hamelner Kinder im Gefolge des Rattenfängers am 26. Juni 1284 berichtet:
ANNO 1284 AM DAGE JOHANNIS ET PAULI WAR DER 26. JUNI - DORCH EINEN PIPER MIT ALLERLEY FARVE BEKLEDET GEWESEN CXXX KINDER VERLEDET BINNEN HAMELN GEBOREN - TO CALVARIE BI DEN KOPPEN VERLOREN.
in modernem Deutsch:
IM JAHRE 1284 AM TAGE VON JOHANNES UND PAUL - WAR DER 26. JUNI - (WURDEN) DURCH EINEN BUNT GEKLEIDETEN PFEIFER 130 IN HAMELN GEBORENE KINDER ENTFÜHRT (VERLEITET) - (GINGEN) AM KALVARIENBERG BEIM KOPPEN VERLOREN.
Der Sage nach führte der Rattenfänger die Kinder durch die Bungelosenstraße aus der Stadt hinaus. Daraufhin wurde das Spielen von Musik in der Straße auf alle Zeit verboten (bungelos = trommellos, ohne Trommel).